# 우링산맥

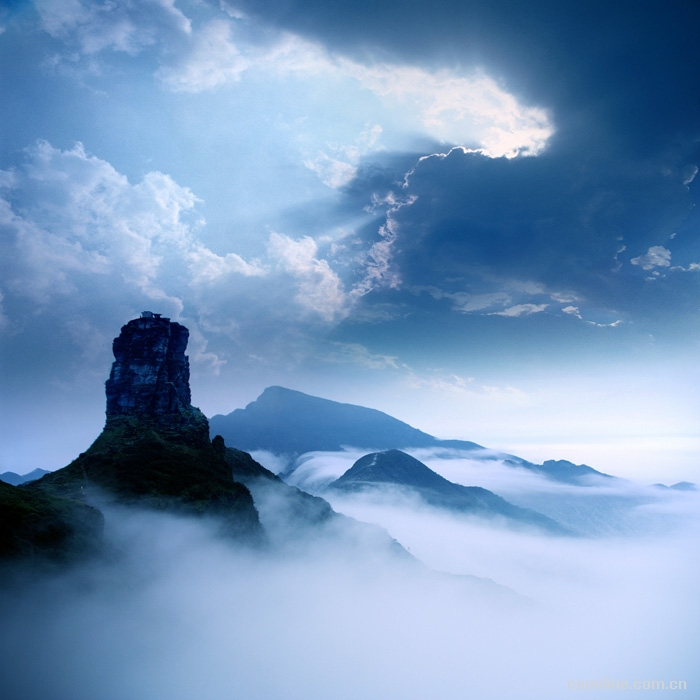

우링산맥(무릉산맥, 중국어 간체자: 武陵山脉, 정체자: 武陵山脈, 병음: Wǔlíng Shānmài)은 충칭시에서 시작하여 구이저우성 동부와 후난성 서부까지 뻗어있는 산맥이다.
산맥 동쪽의 무릉원(우링위안)은 유네스코의 세계유산으로 지정되어 있다.